# Metropolia Filadelfii

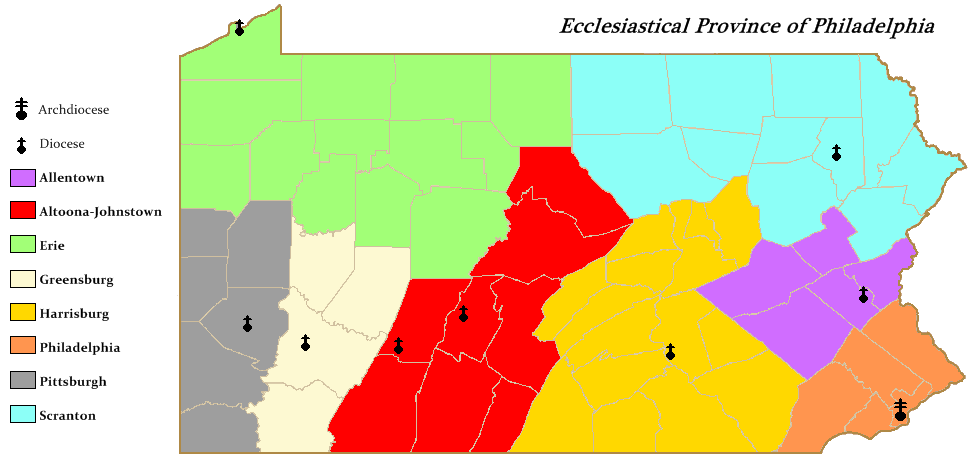
Metropolia Filadelfii

Metropolia Filadelfii – metropolia Kościoła rzymskokatolickiego obejmująca w całości stan Pensylwania w Stanach Zjednoczonych.
Katedrą metropolitarną jest bazylika Świętych Piotra i Pawła w Filadelfii.

## Podział administracyjny
Metropolia jest częścią regionu III (NJ, PA)
- Archidiecezja Filadelfii
- Diecezja Allentown
- Diecezja Altoona-Johnstown
- Diecezja Erie
- Diecezja Greensburg
- Diecezja Harrisburg
- Diecezja Pittsburgh
- Diecezja Scranton

## Metropolici
- James Frederick Bryan Wood (1860–1883)
- Patrick John Ryan (1884–1911)
- Edmond Francis Prendergast (1911–1918)
- Kardynał Denis Dougherty (1918–1951)
- Kardynał John Francis O’Hara, CSC (1951–1960)
- Kardynał John Krol (1961–1988)
- Kardynał Anthony Bevilacqua] (1988–2003)
- Kardynał Justin Francis Rigali (2003–2011)
- Charles Chaput OFMCap. (2011–2020)
- Nelson Perez (od 2020)